# Muribasidiospora indica
Muribasidiospora indica är en svampart som beskrevs av Kamat & Rajendren 1968. Muribasidiospora indica ingår i släktet Muribasidiospora och familjen Exobasidiaceae.   Inga underarter finns listade i Catalogue of Life.